# Nyckelkompetens
Åtta olika nyckelkompetenser använder EU och OECD när de belyser vad varje medborgare behöver för att klara sig väl, och vilka kompetenser och förhållningssätt varje land i ett längre perspektiv antas behöva för att utvecklas hållbart samt stärka sitt humankapital.
Alla nyckelkompetenserna anses lika viktiga. Var och en av dem kan bidra till ett framgångsrikt liv i ett kunskapssamhälle. Flera av dessa kunskaper och färdigheter överlappar och kompletterar varandra, och aspekter som är av vikt på ett område stöder kompetensen på ett annat.

## De åtta nyckelkompetenserna
1. Kommunikation på modersmålet
2. Kommunikation på främmande språk
3. Matematiskt kunnande och grundläggande vetenskaplig och teknisk kompetens
4. Digital kompetens
5. Lära att lära
6. Social och medborgerlig kompetens
7. Initiativförmåga och företagaranda
8. Kulturell medvetenhet och kulturella uttrycksformer

| ”                                                           | The only skill of the twentyfirst century is the skill of learning how to learn | „ |
| – Dylan Wiliam, Institute of Education University of London |                                                                                 |   |